# Linee Aeree Italiane
Linee Aeree Italiane S.p.A. (semplicemente LAI) è stata una compagnia aerea italiana fondata nel 1946, fondamentale per la ripresa dei servizi di linea dopo la fine della Seconda Guerra Mondiale.

## Storia
Revocato il veto alleato alla ricostituzione dell'aviazione civile italiana, LAI fu fondata il 16 settembre 1946 di concerto tra l'Istituto per la Ricostruzione Industriale (60%) e la compagnia aerea statunitense Transcontinental & Western Air (TWA) (40%). Gli Stati Uniti volevano infatti assicurarsi una presenza stabile in questo segmento dell'imprenditoria italiana. Nondimeno come presidente della società fu nominato il principe Marcantonio Pacelli, nipote del pontefice Pio XII. Nel 1947 un aumento di capitale permise di entrare nell'azionariato anche Fiat (7%), Società Italiana per le Strade Ferrate Meridionali (7%), Piaggio (6%).
Le operazioni di volo iniziarono il 14 aprile 1947, dall'aeroporto di Roma-Urbe verso Cagliari, Milano, Palermo-Catania con sette velivoli Douglas DC 3, recuperati da materiale di origine militare in disarmo e convertiti ad uso civile. Nel corso dello stesso anno iniziarono anche i primi collegamenti per Venezia-Vicenza. Nel 1948 una rete a "raggiera" incentrata su Roma includeva anche Bari, Bolzano, Napoli e le destinazioni internazionali Barcellona, Atene-Istanbul e Tunisi. LAI fu protagonista primaria del processo di espansione dell'aviazione commerciale italiana negli anni '50: di fatto era la principale azienda di trasporto aereo del Paese, superando anche Alitalia, all'epoca società a sé stante (controllata da IRI e da British European Airways), con cui era anzi in competizione. Fu inoltre la prima società italiana a operare voli transatlantici diretti verso gli Stati Uniti d'America utilizzando a partire dall'autunno 1950 quadrimotori Douglas DC 6. I velivoli erano stati acquistati grazie ai fondi del piano E.R.P., ma la TWA aveva fatto sentire il suo peso presso i costruttori. In coincidenza con questo fondamentale evento, la base di armamento fu trasferita nell'aeroporto di Roma-Ciampino.
Nel 1952 l'azienda si ampliò considerevolmente perché assorbì flotta, servizi e personale di ALI - Flotte Riunite allargando ulteriormente la rete dei collegamenti nazionali ed europei. A partire dal 1953 la rete migliorò ancora con l'introduzione in flotta del robusto bimotore Convair 240 sul breve e medio raggio e poi di quattro Douglas DC 6B per i voli a lungo raggio.
Globalmente, si può dire che fu possibile raggiungere questi risultati anche grazie al sostegno dell'azionista TWA, che favorì l'adozione di aerei molto validi per gli standard dell'epoca, oltre che disponibilità economiche ingenti, visione e direzione manageriale, anche per quanto riguardava l'organizzazione delle rotte. Non a caso gli anni di esercizio tra il 1948 ed il 1953 si chiusero tutti con un utile di bilancio. Nel 1953 LAI gestiva 25 rotte nazionali, 22 internazionali, 12 intercontinentali, volava per 7.6 milioni di km, trasportava 151.000 persone.
Nel 1957 fu l'unica compagnia italiana a introdurre quadrimotori turboelica Vickers "Viscount" nella flotta. Ma questo fu anche l'anno in cui, a livello governativo, erano ormai maturate importanti decisioni. Da più parti politiche, industriali, economiche si faceva notare che la coesistenza di due società aeree era un anacronismo. In nazioni paragonabili all'Italia erano già state costituite robuste società di bandiera e altre erano in via di consolidamento. IRI, azionista di entrambe le società, si mosse in tal senso e iniziò il processo di fusione. Di fatto fu LAI ad essere assorbita da Alitalia in data 1 settembre, mentre le proprietà furono trasferite legalmente il giorno 6 ottobre. 
LAI cessò di operare il 1º novembre 1957, quando divenne operativa la fusione con Alitalia e che diede vita ad Alitalia - Linee Aeree Italiane. Non entrarono mai in servizio i quattro agili Lockheed L.1649 per il lungo raggio il cui ordine fu rilevato da TWA.

## Flotta

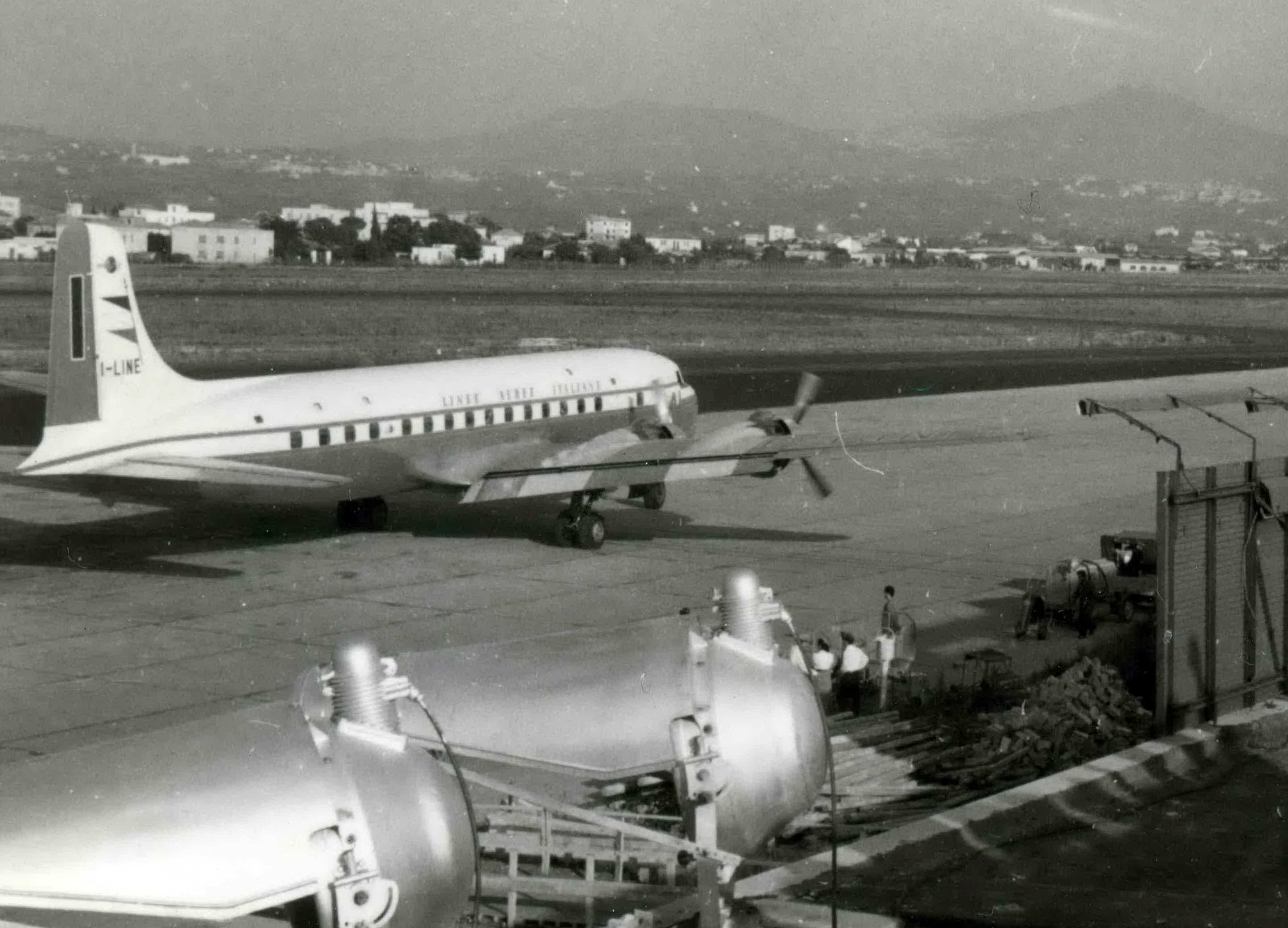
Un Douglas DC-6B in rullaggio nell'aeroporto di Roma-Ciampino nel settembre 1954.

- Vickers "Viscount" 700 (6, in servizio nel 1957)
- Convair CV 240 (4, in servizio dal 1953 al 1956)
- Douglas DC 3 (18 + 5 ex-ALI, in servizio dal 1947 al 1957)
- Douglas DC 6 (4, in servizio dal 1950 al 1957)
- Douglas DC 6B (4, in servizio dal 1954 al 1957
- Lockheed L.1649 "Starliner" (4, ordinati ma non consegnati a seguito della fusione con Alitalia)

Al momento della fusione con Alitalia, la flotta LAI era costituita da 2 Douglas DC 6B, 3 Douglas DC 6, 6 Vickers "Viscount" e 13 Douglas DC 3.

## Incidenti
- 26 gennaio 1953 - il volo Cagliari - Roma operato con il Douglas DC-3 marche I-LAIL precipita nei pressi del comune di Sinnai (CA) provocando la morte di tutte e 19 le persone a bordo.
- 24 novembre 1956 - il volo Parigi-Orly - New York operato con il DC-6B matricola I-LEAD in partenza dall'aeroporto di Parigi-Orly (scalo intermedio sulla tratta Roma-New York) si schianta pochi secondi dopo il decollo uccidendo 34 delle 35 persone a bordo.
- 22 dicembre 1956 - il volo Roma - Milano operato con il Douglas DC-3 marche I-LINC si schianta sul Monte Giner, nei pressi di Ossana (TN) causando 21 vittime.

## Curiosità
In una sequenza del film di Luciano Emmer Il momento più bello si vede un velivolo LAI prendere il volo proprio nell'anno della fusione con Alitalia (1957). Due anni prima, partivano in viaggio di nozze gli sposi del film Ragazze d'oggi di Luigi Zampa interpretati da Marisa Allasio e Mike Bongiorno, il cui personaggio, si scopre nella scena finale, è nient'altro che uno steward della LAI. Nel film Fifa e arena del 1948 Totò, travestito da hostess, è su un volo diretto a Siviglia. Aerei LAI sono presenti anche nel finale del film del 1956 Una voce, una chitarra, un po' di luna diretto da Giacomo Gentilomo, con protagonista un giovane Teddy Reno.

## Fonti
- LAI e Alitalia negli anni d'oro dell'aviazione civile italiana, Antonio Bordoni, LoGisma
- Alitalia Ascesa e Declino, Giuseppe D'Avanzo, IBN Editore
- senato.it